# Rhododendron torquescens
Rhododendron torquescens är en ljungväxtart som beskrevs av D. F. Chamberlain. Rhododendron torquescens ingår i släktet rododendron, och familjen ljungväxter. Inga underarter finns listade i Catalogue of Life.